# Semnani
Semnani (سمنی زفون, Semani zefön), även känt som Komiseniska språk, är ett av de lokala språken i Semnan-provinsen i Iran. Även om det ofta felaktigt betraktas som en persisk dialekt, tillhör språket den nordvästliga grenen av de västiranska språken. Liksom andra kaspiska språk har det likheter med det forniranska Mediska språket och har i ett senare skede påverkats av parthiska.

## Grammatik

### Syntax
I semnani måste subjektet stå i genusöverensstämmelse med verbet inom samma sats.